# Scutellaria molanguitensis
Scutellaria molanguitensis es una especie fanerógama de la familia Lamiaceae.

## Descripción
Sufrútice de 10 a 15 cm de altura, con rizomas filiformes; hojas con pecíolos de 1 mm de largo; hojas con una lámina de 5 a 9 mm y de 2 a 6 mm de ancho, ovadas a elípticas, márgenes enteros, revolutos; flores solitarias en las axilas de las hojas superiores; cáliz de unos 4 mm de largo y 3 de ancho; corola roja de 20 a 22 mm de largo. Estambres 4, insertos por debajo de la garganta, didínamos; estilo de 15 a 18 mm de largo, dividido en dos brazos desiguales, nuececillas negras de 2 mm de largo por 1 mm de ancho.

## Distribución y hábitat
Se distribuye en México, en la barranca de Tolantongo, municipio de Cardonal, estado de Hidalgo.
Forma parte del matorral esclerófilo que se desarrolla sobre laderas de caliza a unos 2100 m de altitud.

## Estado de conservación
No se encuentra bajo ninguna categoría de riesgo bajo las normas mexicanas (Norma Oficial Mexicana 059), ni está evaluada bajo las  internacionales